# Helius (Helius) subarcuarius
Helius (Helius) subarcuarius is een tweevleugelige uit de familie steltmuggen (Limoniidae). De soort komt voor in het Oriëntaals gebied.